# Idioma avadí
El avadí (autoglotónimo: अवधी, awadhi o औधी, audhi), es una lengua o dialecto oriental del hindi de la rama indo-aria hablada en el norte de la India. Se habla principalmente en la región de Awadh en la actual Uttar Pradesh, India. El nombre Awadh está relacionado con Ayodhya, la antigua ciudad, considerada la patria del dios hindú Rama. Fue, junto con el braj bhasha, utilizado ampliamente como vehículo literario antes de ser desplazado por el indostaní en el siglo XIX.

Awhadi escrito en alfabeto devanagari

Lingüísticamente, el avadí es una lengua a la par del indostaní. Sin embargo, el estado lo considera un dialecto del hindi, y el área donde se habla avadí es parte del área de idioma hindi debido a su proximidad cultural, mientras que el hindi también sirve como lengua franca de la región. Como resultado, el hindi estándar moderno, en lugar del avadí, se utiliza para las instrucciones escolares, así como para fines administrativos y oficiales; y su literatura cae dentro del alcance de la literatura hindi.
Los nombres alternativos del avadí incluyen baiswāri (por la subregión de Baiswara), así como a veces el ambiguo pūrbī, que literalmente significa "oriental", y kōsalī (llamado así por el antiguo Reino de Kosala).

## Distribución geográfica
El idioma está atestiguado desde 2009 en la India, en los estados de Bihar, Madhya Pradesh, Uttar Pradesh y en Delhi; alrededor de medio millón de hablantes estaban asentados en el oeste de Nepal, en las zonas de Bheri y Lumbini.

## Otros nombres
Awadhi también se le conoce como Abadhi, Abadi, Abohi, Ambodhi, Avadhi, Baiswari, Kojali y Kosali. 